# Roko Blažević
Roko Blažević, conosciuto anche semplicemente come Roko (Spalato, 10 marzo 2000), è un cantante croato.
Ha rappresentato la Croazia all'Eurovision Song Contest 2019 con il brano The Dream, non riuscendo a qualificarsi per la serata finale.

## Biografia
Roko è divenuto noto nei paesi dell'ex-Jugoslavia con la sua vittoria a settembre 2017 del talent show serbo Pinkove zvezdice, trasmesso su RTV Pink.
Nel 2019 ha partecipato a Dora, il programma di selezione croato per l'Eurovision, con il brano The Dream, scritto per lui dal rappresentante croato del 2017, Jacques Houdek. Nella finale del 16 febbraio è risultato il preferito sia dal voto della giuria che dal pubblico ed è stato dichiarato vincitore, ottenendo così il diritto di rappresentare la Croazia all'Eurovision Song Contest 2019 a Tel Aviv. Qui si è esibito nella seconda semifinale del 16 maggio, ma non si è qualificato per la finale, piazzandosi 14º su 18 partecipanti con 64 punti totalizzati, di cui 38 dal televoto e 26 dalle giurie.

## Discografia

### Singoli
- 2018 – Podsjećaš na ljubav
- 2019 – The Dream
- 2019 – Krila (feat. The Messangers)
- 2020 – Božić nam dolazi